# Bernard Orcel
Bernard Orcel (ur. 2 kwietnia 1945 w L’Alpe d’Huez) – francuski narciarz alpejski. Jego najlepszym rezultatem na mistrzostwach świata było 6. miejsce w zjeździe na mistrzostwach świata w Portillo. Zajął także 8. miejsce w zjeździe na igrzyskach w Grenoble w 1968 r. Najlepsze wyniki w Pucharze Świata osiągnął w sezonie 1970/1971, kiedy to zajął 9. miejsce w klasyfikacji generalnej, a w klasyfikacji zjazdu był drugi.

## Sukcesy

### Puchar Świata

#### Miejsca w klasyfikacji generalnej
- 1966/1967 – 16.
- 1967/1968 – 18.
- 1968/1969 – 20.
- 1969/1970 – 12.
- 1970/1971 – 9.
- 1971/1972 – 51.

#### Miejsca na podium
1. Sestriere – 3 marca 1967 (zjazd) – 2. miejsce
2. Chamonix – 24 lutego 1968 (zjazd) – 1. miejsce
3. Val d’Isère – 12 grudnia 1968 (gigant) – 2. miejsce
4. Jackson Hole – 21 lutego 1970 (zjazd) – 2. miejsce
5. Sestriere – 13 grudnia 1970 (zjazd) – 2. miejsce
6. Val d’Isère – 20 grudnia 1970 (zjazd) – 2. miejsce
7. Megève – 29 stycznia 1971 (zjazd) – 2. miejsce